# New Malden
New Malden ist ein Stadtteil im Südwesten Londons, der überwiegend im Royal Borough of Kingston upon Thames und mit einem kleineren Teil im London Borough of Merton liegt. Der Stadtteil ist 15 km von Charing Cross im Londoner Zentrum entfernt. New Malden gehörte zu der traditionellen Grafschaft Surrey.

## Geschichte
New Malden entstand im Zuge der Inbetriebnahme der Bahnlinie, die von London Waterloo Station nach Southampton führt. Am 1. Dezember 1846 wurde der heutige Bahnhof New Malden eröffnet.
Die Bebauung begann langsam in dem Gebiet nördlich des Bahnhofs und nahm im späten neunzehnten und frühen zwanzigsten Jahrhundert mit Reihenhäusern („terraced houses“) zu. Nördlich in Richtung Coombe Hill finden sich größere freistehende Häuser aus den 1930er Jahren. Der Name der Straße, die den Hügel hinauf nach Coombe führt, „Traps Lane“, leitet sich von einem Bauernhof ab, die einer Mrs. Trap gehörte. Nach der Eröffnung der Umgehungsstraße von Kingston im Jahr 1927 wichen die Bauernhöfe im Süden nach und nach einer Vorstadtbebauung.
Drei Kilometer südlich liegt das ehemalige Dorf Old Malden, dessen Ursprünge auf die angelsächsische Zeit zurückgehen, wobei der Name aus dem Altenglischen für Mæl (Kreuz) und duna (Hügel), also „das Kreuz auf dem Hügel“ stammt.
Unter dem District Councils Act 1895 wurde der Maldens & Coombe Urban District Council gegründet (der Plural bezieht sich auf Old Malden und New Malden). Im Jahr 1936 erhielt Malden und Coombe den Status eines Boroughs mit einem eigenen Bürgermeister und der seltenen Auszeichnung eines städtischen Amtsstabes („civic mace“) mit den königlichen Insignien von König Edward VIII.
Während des Zweiten Weltkriegs wurde New Malden schwer durch Bombenangriffe der Luftwaffe beschädigt. Der erste Angriff fand am 16. August 1940 statt, tötete etwa 50 Menschen und beschädigte etwa 1.300 Häuser.
1965 trat der London Government Act 1963 in Kraft, der die Stadtbezirke Malden und Coombe sowie Surbiton mit Kingston upon Thames zum Royal Borough of Kingston upon Thames zusammenlegte. New Malden gilt vor allem wegen der Nähe zu Kingston upon Thames und den Erholungsgebieten Richmond Park und Wimbledon Common als ein bevorzugtes Wohngebiet.

## Wirtschaft

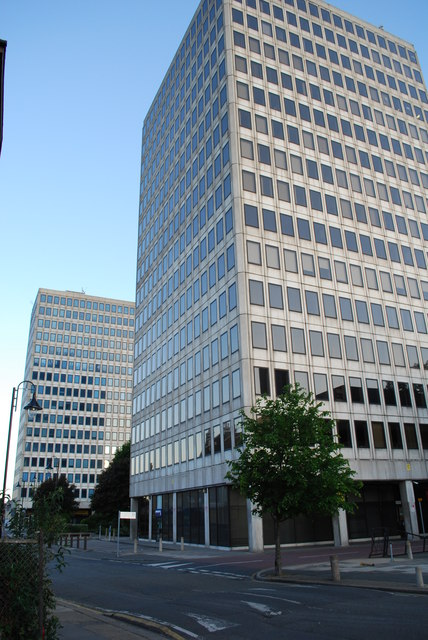
Bürogebäude New Malden Towers am Bahnhof

In New Malden befinden sich die Büros mehrerer großer Unternehmen, darunter Nestlé Purina Pet Foods (vor 1997 Spillers Pet Foods) bis 2012, als Nestlé seinen britischen Hauptsitz nach Gatwick verlegte.
Die zur Northrop Grumman Corp. gehörende Firma Sperry Marine hat ihren Sitz in New Malden.
Die ersten Parkuhren wurden in New Malden bei Venners Ltd. hergestellt.

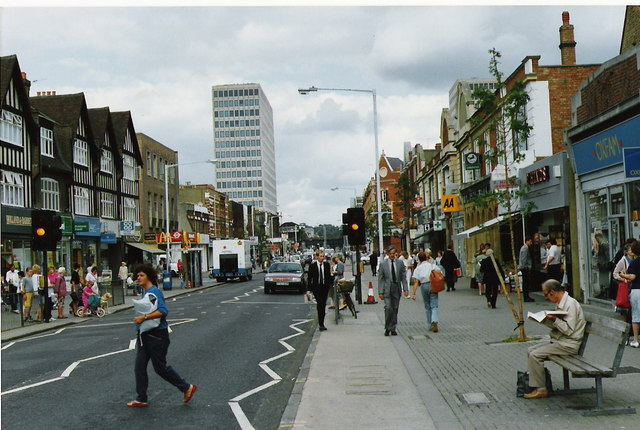
High Street New Malden

Die Hauptstraße (High Street) von New Malden ist wegen ihrer traditionsreichen und vielfältigen Ladengeschäfte und Kaufhäuser ein bevorzugtes Einkaufszentrum. Die Firma Tudor Williams Ltd., gegründet 1913, war ein in Familienbesitz betriebenes Warenhaus, das über akquirierte Häuser in anderen Orten verfügte und im Jahr 2019 geschlossen wurde. Sandy’s Menswear, ebenfalls ein Familienunternehmen, ist ein seit 1955 in zweiter Generation geführtes, anerkanntes Fachgeschäft für Herrenmode.
Das lokale Branchenverzeichnis nennt für New Malden 465 Einträge.

## Sport, Kultur und Parks
Das Malden Centre verfügt über ein breites Angebot für sportliche Betätigung. Der Ortsteil Motspur Park beheimatet das Trainingsgelände der Fußballklubs Fulham FC und  AFC Wimbledon sowie die Sportanlagen des King’s College London.
Beverley Park bietet einen Fußballplatz, Tennisplätze, einen Kinderspielplatz, Kleingartenanlagen und Freiflächen.
Manor Park ist eine traditionsreiche, lebendige Sportstätte mit vier Fußballplätzen, einem Cricket Feld, einem bowling green und Tennisplätzen.
Lokale Zeitungen sind der Surrey Comet, der seit 1854 gedruckt wird, Coombe Monthly, und der Kingston Guardian.
Eine monatliche Publikation, The Village Voice, enthält lokale Geschichte, Nachrichten, aktuelle Artikel und Anzeigen für Geschäfte, die der Gemeinde dienen.
Bekannt ist der „Dino-Golf“-Parcours, eine 18-Loch-Minigolfanlage mit Dinosaurier-Thematik.

## Verkehr

### Bahn

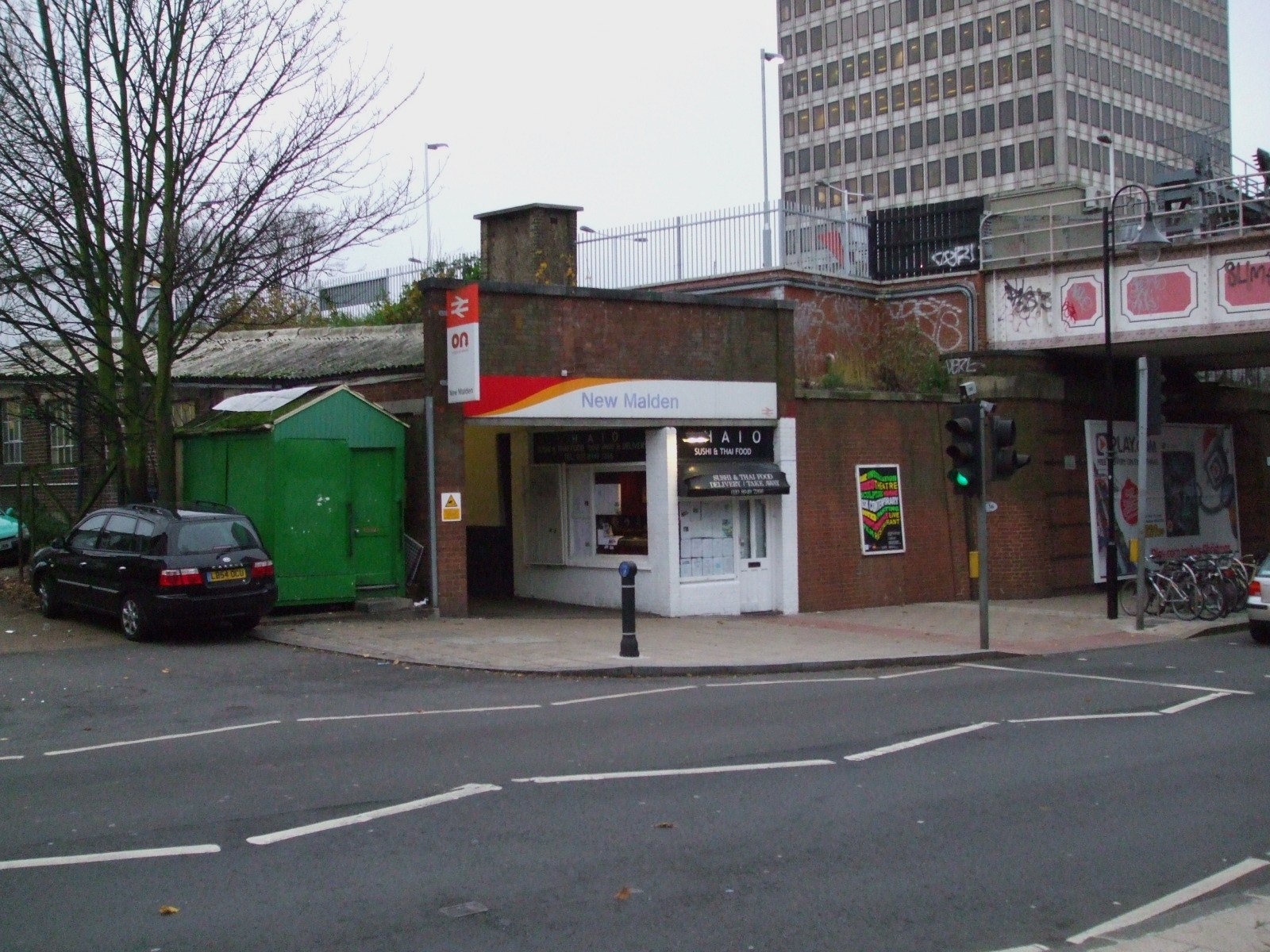
Eingang zum Bahnhof von New Malden

Der Bahnhof New Malden wird von der South Western Railway nach London Waterloo bedient. Ferner bestehen Bahnverbindungen über die Bahnhöfe Malden Manor und Motspur Park.

### Buslinien

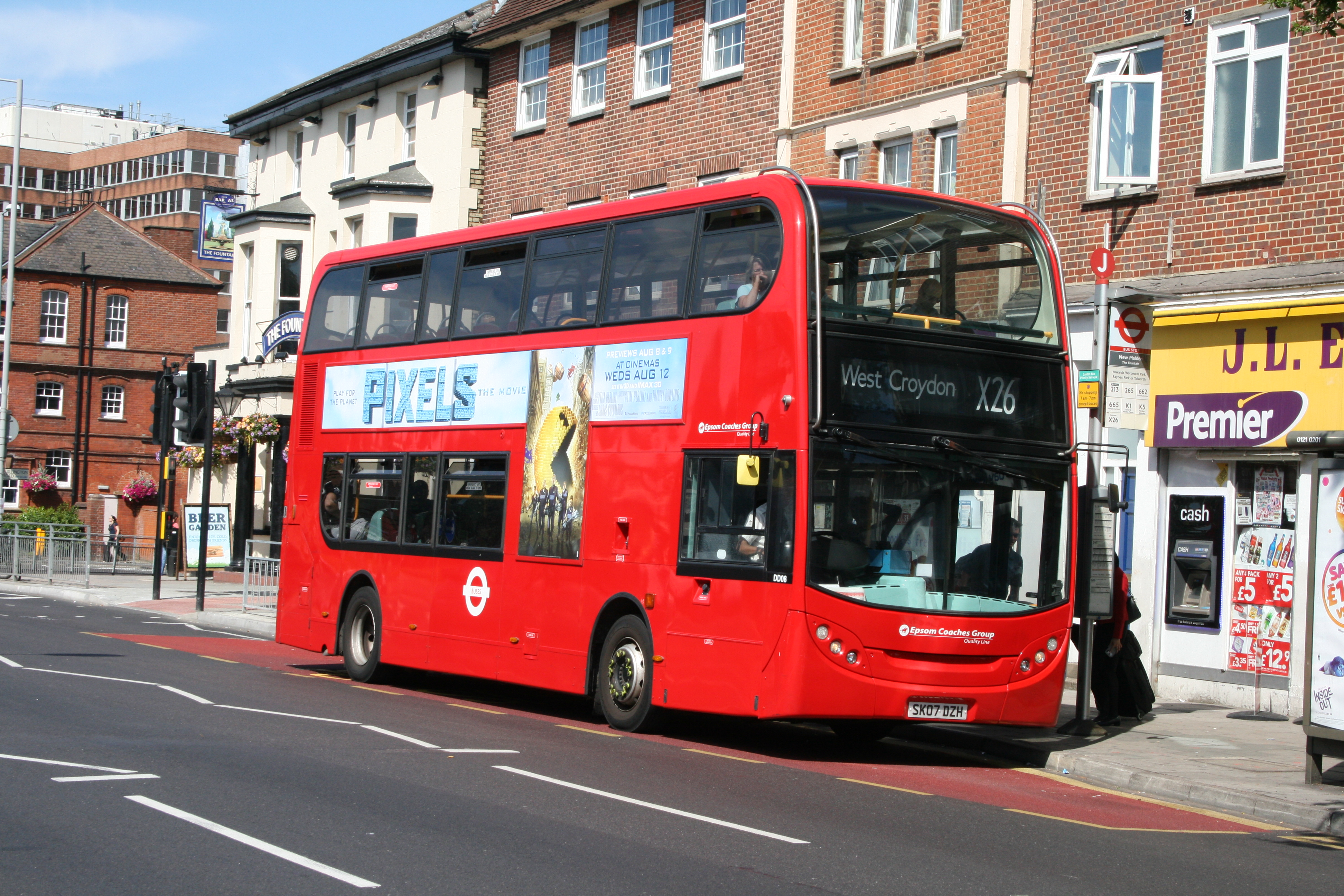
Ein Bus der Linie X26 in New Malden

London Buses betreibt die Linien 213, 131 und N87, die alle mit Kingston upon Thames verbinden. Die Expresslinie X26 fährt nach Croydon und Heathrow Airport. Linie 152 führt zum Pollards Hill und die 265 nach Tolworth, Roehampton und Putney.

### Straße
Die Autobahn A3 führt von London nach Plymouth und bildet bei New Malden die Stadtumgehung Kingston-Bypass.

## Koreanische Bevölkerungsgruppe

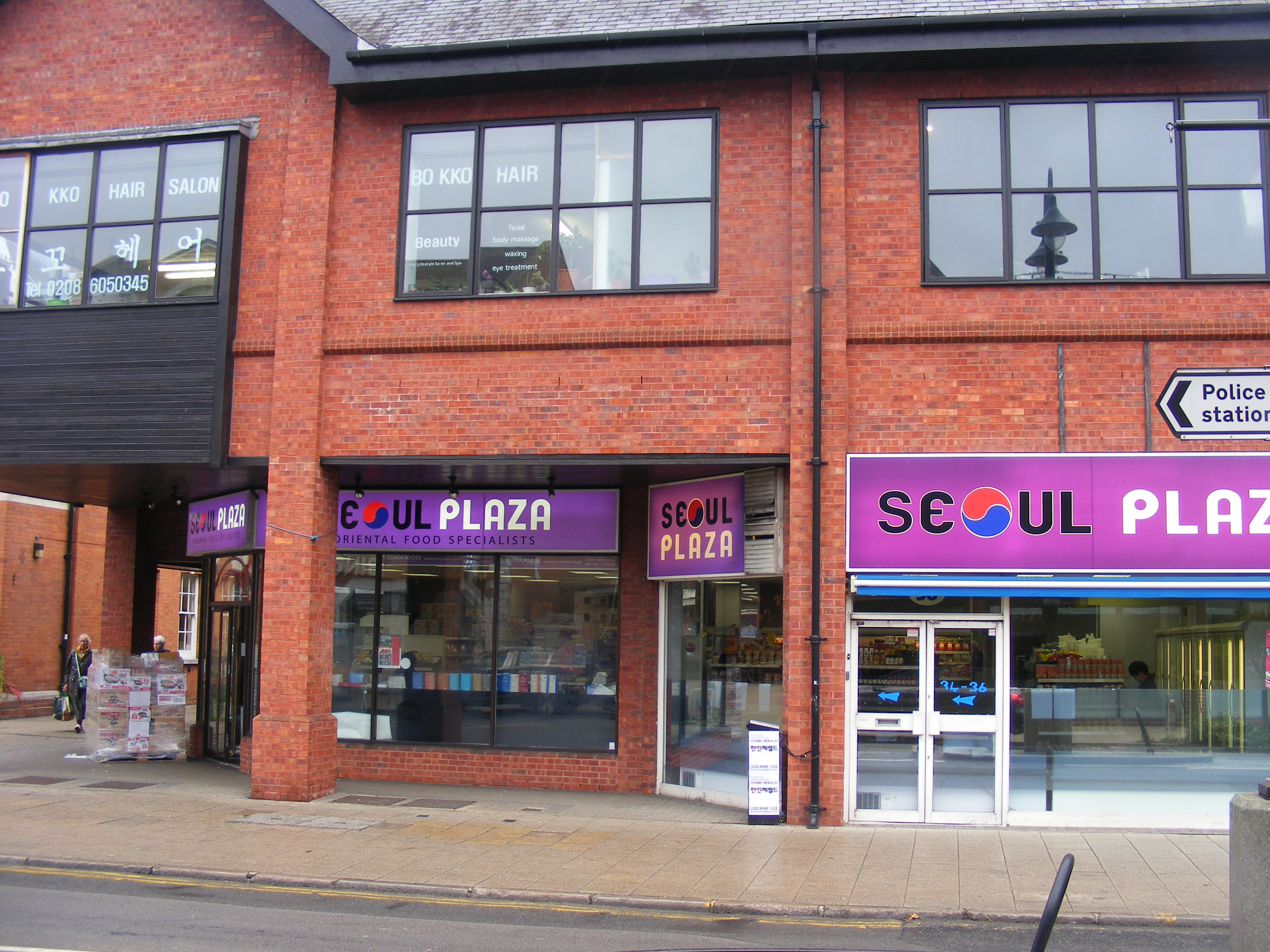
Koreanischer Supermarkt in New Malden

Der Royal Borough of Kingston upon Thames hat eine der größten südkoreanischen Auslandsgemeinden in Europa und dürfte eines der am dichtesten von Koreanern besiedelten Gebiete außerhalb Südkoreas sein. 2014 waren von den rund 29.000 Einwohnern New Maldens etwa 10.000 ethnische Koreaner, darunter etwa 600 aus Nordkorea stammende. Viele der in New Malden lebenden Koreaner arbeiten für koreanische Firmen.

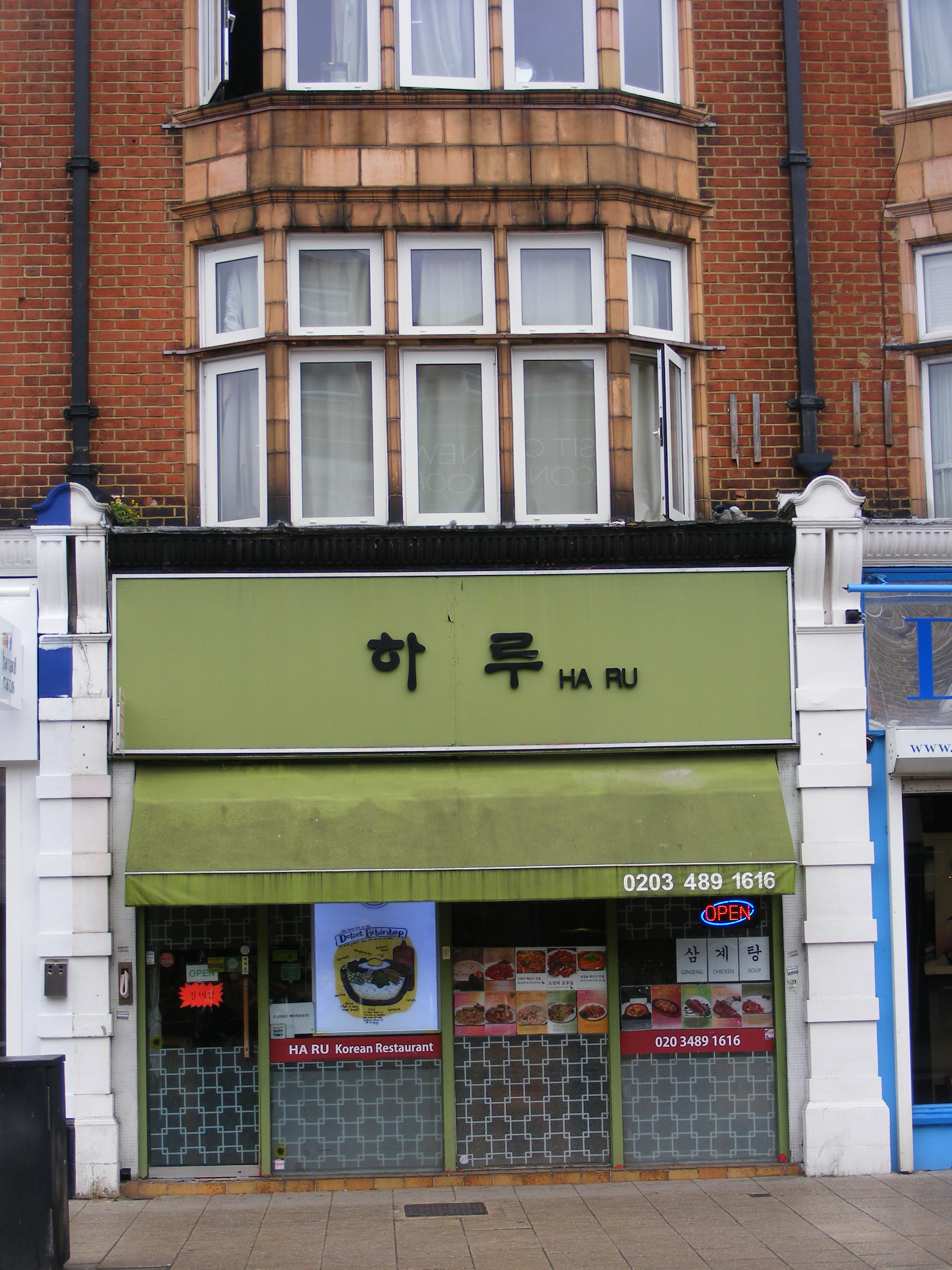
Koreanisches Restaurant in New Malden

In New Malden gibt es Kirchen und Kindergärten koreanischer Sprache sowie auf koreanische Speisen und Produkte spezialisierte Restaurants und Geschäfte. Koreanische Schriftzeichen sind im Straßenbild nicht ungewöhnlich.
Die Botschaft von Südkorea (Republik Korea) mit der Residenz des Botschafters befand sich in der Coombe Lane West in New Malden, bevor sie zum Buckingham Gate in Westminster umzog.
Eine Joint-Venture Unternehmung zwischen einem südkoreanischen industriellen Konglomerat (chaebol) und Racal Avionics (früher Decca) und die Tatsache, dass Samsung Electronics seine britischen Büros in New Malden hatte (bis sie 2005 an ihren heutigen Standort in Chertsey, Surrey, umzogen), zogen viele Koreaner hierher.

## Bekannte Einwohner
- Jane Campbell, Baroness Campbell of Surbiton –  (* 1959) britische Politikerin und Life Peeress, die sich politisch insbesondere für die Rechte von Behinderten einsetzt
- Anthony Caro –  (* 1924; † 2013) britischer Bildhauer der Moderne
- Barbara Kelly –  (*  1924; † 2007) kanadisch-britische Schauspielerin
- David Kynaston – (* 1951) britischer Historiker
- Jamal Musiala – (* 2003) deutsch-englischer Fußballspieler
- Diana Rigg – (* 1938; † 2020) britische Theater- und Filmschauspielerin[6]
- Dave Swarbrick – (* 1941; † 2016) britischer Folk-Geiger
- Jamie Woon – (* 1983) britischer Sänger
- Luke Sital-Singh – (* 1988) britischer Singer-Songwriter
- Stormzy – (* 1993) britischer Grime-Rapper[26]
- York von Wulffen – (* 1930; † 1991) Reedereikaufmann, Nachkomme des Georg Otto von Wulffen mit Ehefrau Carola von Wulffen (* 1934; † 2020) Tochter von Walter von Hippel

## New Malden in Medien und Literatur
- In der BBC-Fernsehserie The Fall and Rise of Reginald Perrin kommt New Malden zweimal als Grund für das verspätete Eintreffen von Perrin am Arbeitsplatz vor; eine der Behauptungen ist, dass ein Dachs das dortige Stellwerk angenagt habe.[27]
- Das Haus an der Ecke Dukes Avenue/Howard Road diente in den 1970er Jahren als Drehort für die ITV-Fernsehserie Bless This House mit dem Komiker Sid James.
- Im Jahr 2004 meldete die Firma Tesco, dass ihr Supermarkt in New Malden die höchsten Verkaufszahlen pro Kunde für Früchte und Gemüse im Land habe; es wurde angenommen, dass der hohe koreanische Anteil an der Bevölkerung eine Rolle spielte.[28]
- In der BBC-One-Fernsehserie Little Britain ist die Rede von wöchentlichen FatFighter  (Verballhornung: Weight Watchers) Veranstaltungen in einem Gemeindezentrum in New Malden.[29]
- In einem Werbespot für MasterCard hieß es Mitte der 1990er Jahre: „New York? The furthest he’s ever been is New Malden!“ (New York? Er kam nie über New Malden hinaus!)
- In Stephen Fry’s Autobiografie Columbus war ein Engländer heißt es auf Seite 45: „I suppose some rat faced weasel from New Malden will be interviewed at any minute to give the other side of the hunting debate“ („Ich nehme an, dass irgendein rattengesichtiges Wiesel aus New Malden gleich interviewt wird, um die andere Seite der Debatte über die Jagd darzustellen“).[30]
- Das Duke of Cambridge Pub, später ein Krispy Kreme Doughnut Laden, war Anfang der 1960er Jahre von berüchtigten Gangstern, den Kray Zwillingen, gekauft worden, die dort eine Bar und einen Club betrieben. Der damalige Schwergewichtsweltmeister im Boxen, Sonny Liston, nahm an der Eröffnung teil.[31]